# 哈普冰川
哈普冰川（英語：Harp Glacier），是南極洲的冰川，位於維多利亞地的斯科特海岸，最終在豎琴山以西注入英聯邦冰川，在1997年由美國南極名稱諮詢委員會命名，現時由南極條約體系管理。